# 奇夢角鮟鱇
奇夢角鮟鱇，為輻鰭魚綱鮟鱇目棘茄魚亞目夢角鮟鱇科的其中一種。分布於印度洋海域，屬深海魚類，棲息深度約1500公尺，體長可達3.2公分。

## 扩展阅读
維基物種上的相關：奇夢角鮟鱇